# Sega Saturn Magazine
Sega Saturn Magazine fue una revista mensual del Reino Unido dedicada a Sega Saturn. Contuvo la licencia oficial de la revista Saturn para el Reino Unido, y como tal, algunos temas incluyeron un CD de demostración creado por Sega, llamado Sega Flash, que incluía juegos jugables y secuencias de video del juego. En 1997 reclamaron un número de lectores de 30,140. El último número fue el número 37 en noviembre de 1998.
Sega Saturn Magazine fue originalmente conocida como Sega Magazine, que se lanzó en 1994 y cubría las consolas de Sega disponibles en ese momento, incluyendo el Sega Master System, Sega Mega Drive, Sega Mega-CD, Sega 32X y Sega Game Gear. A partir de noviembre de 1995, la revista se relanzó como Sega Saturn Magazine y la cobertura de otras consolas de Sega se redujo gradualmente y se retiró a favor de Sega Saturn.
Además de las revisiones, las vistas previas y los discos de demostración, la revista incluyó entrevistas con desarrolladores sobre temas tales como las bibliotecas de desarrollo que Sega les proporcionaba, y cubriría de manera rutinaria temas de interés solo para jugadores incondicionales como los juegos de RPG japoneses y beat 'em ups. La revista conservó su título incluso después de que su contenido se dedicara principalmente al sucesor de Saturn, el Dreamcast, ya que este había sido descontinuado en Europa.